# 埃佩赖
埃佩赖（法語：Eperrais，法語發音：[epɛʁɛ]）是法国奥恩省的一个旧市镇，属于莫尔塔涅欧佩什区。2017年，埃佩赖与临近的5个市镇合并为新市镇佩尔什地区贝尔福雷。

## 地理
埃佩赖（48°25'21"N, 0°32'58"E）面积14.12 平方千米，位于法国诺曼底大区奧恩省，该省份为法国西北部内陆省份，北起顺时针与卡爾瓦多斯省、厄尔省、厄尔-卢瓦省、萨尔特省、马耶讷省和芒什省接壤。
与埃佩赖接壤的市镇（或旧市镇、城区）包括：勒潘拉加雷讷、贝拉维利耶、勒盖德拉谢讷、于讷河畔莫沃、圣马丹-迪维约贝莱姆、圣旺德拉库尔。

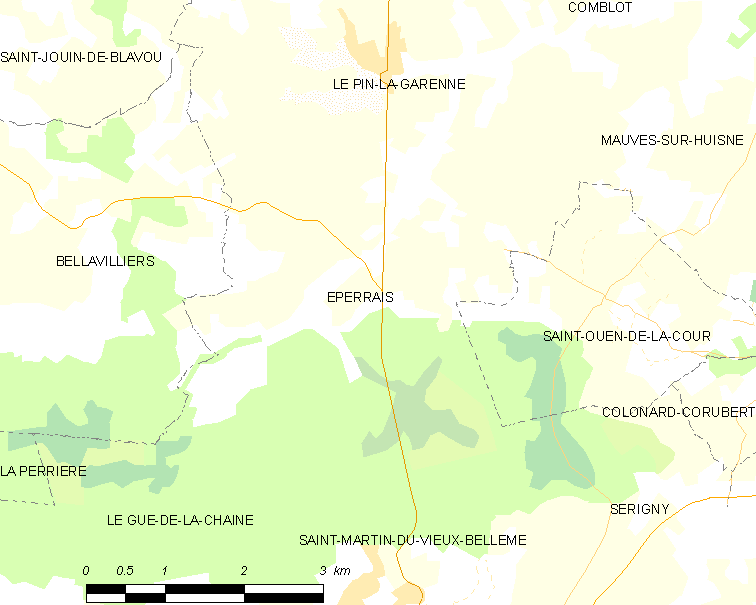
埃佩赖的OSM定位图

埃佩赖的时区为UTC+01:00、UTC+02:00（夏令时）。

## 行政
埃佩赖的邮政编码为61400，INSEE市镇编码为61154。

## 政治
埃佩赖所属的省级选区为瑟通县。

## 人口

1962-2008年间埃佩赖人口变化图示

埃佩赖于2018年1月1日时的人口数量为115人。